# O Fardo do Homem Branco

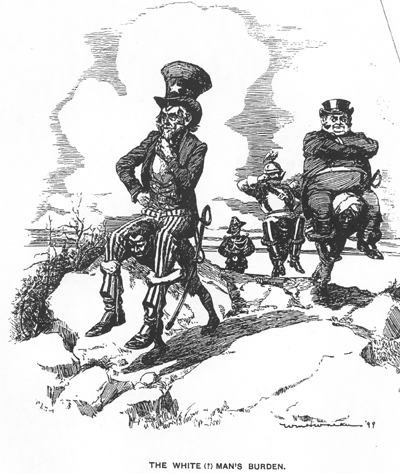
O fardo do homem branco, numa visão satírica.

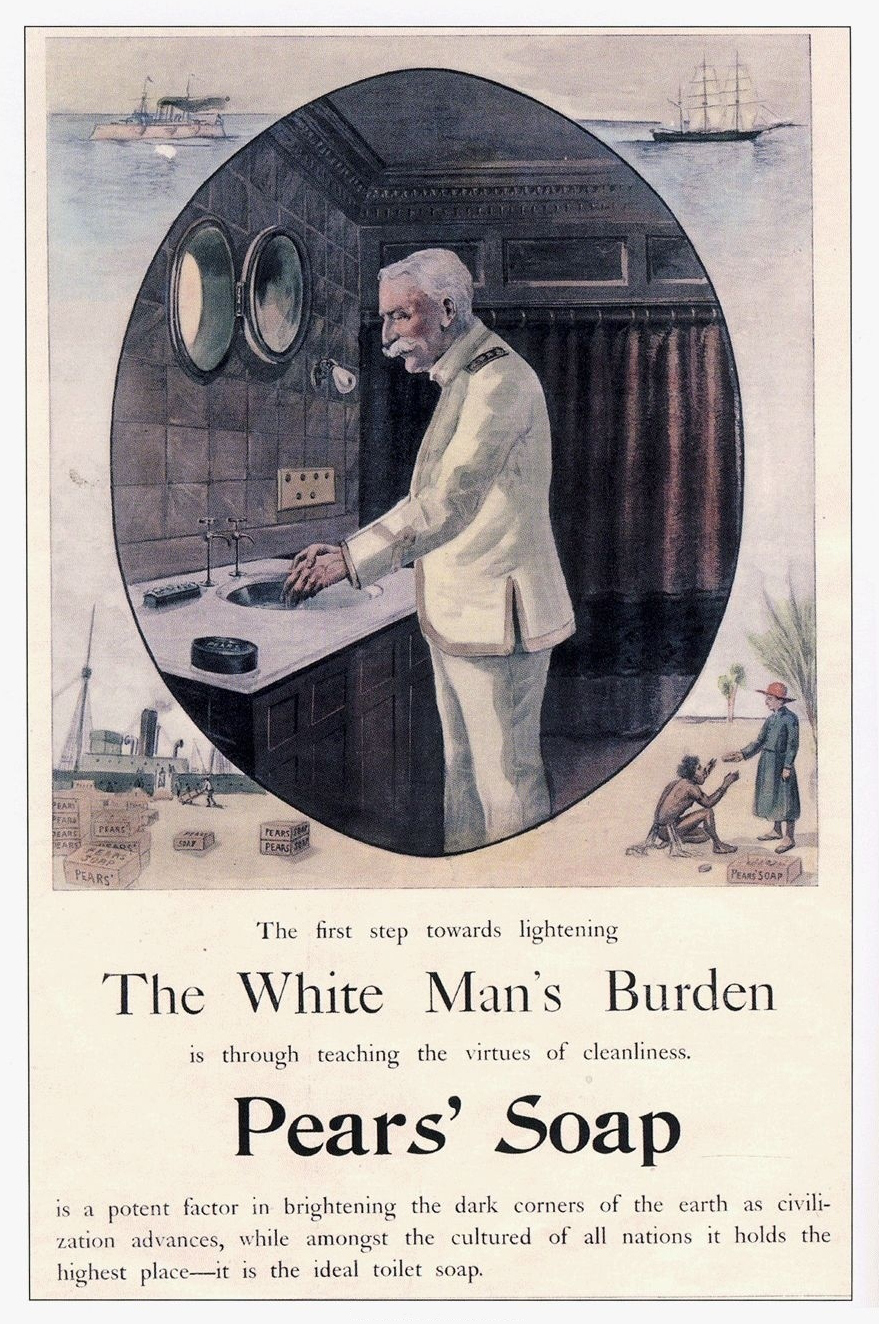
Esta propaganda de sabão usa o tema do "Fardo do Homem Branco" para encorajar pessoas brancas a ensinar noções de higiene a membros de outras raças.

"The White Man's Burden" ("O Fardo do Homem Branco") é um poema escrito pelo poeta inglês Rudyard Kipling. Foi publicado originalmente na revista popular McClure's em 1898, com o subtítulo The United States and the Philippine Islands. "The White Man's Burden" foi escrito a respeito da conquista estadunidense das Filipinas e outras ex-colônias espanholas. Embora o poema de Kipling misturasse exortações ao império com ajuizados alertas sobre os custos envolvidos, os imperialistas dos Estados Unidos se fixaram na frase "fardo do homem branco" como uma caracterização para o neocolonialismo que justificasse a política como um nobre empreendimento.

### Em inglês
- «Texto completo do poema» (em inglês)
- «"The White Man's Burden" e seus críticos» (em inglês)
- «The Black Man's Burden ("O Fardo Homem Negro")» (em inglês). por Edward Morel, 1903
- «"The Brown Man's Burden" ("O Fardo do Homem Marrom")» (em inglês). uma paródia anti-imperialista do poema de Kipling por Henry Labouchère (1899)
- «"The Real White Man's Burden" ("O Verdadeiro Fardo do Homem Branco")» (em inglês). – outra paródia por Ernest Crosby (1902)
- (em inglês). Texto completo de "The Leopard's Spots - A Romance of the White Man's Burden 1865-1900" por Thomas Dixon (um romance que louva a Ku Klux Klan) http://docsouth.unc.edu/southlit/dixonleopard/leopard.html Em falta ou vazio |título= (ajuda)

### Em português
- «Estados Unidos e o Fardo do Homem Branco». por Voltaire Schilling em Terra.com. Acessado em 5 de junho de 2007.
- «Kipling, o 'Fardo do Homem Branco' e o imperialismo americano». em Resistir. Acessado em 5 de junho de 2007.